# Erde und Blut
Erde und Blut ist ein französisch-belgischer Action-Thriller aus dem Jahr 2020. Regie führte Julien Leclercq, als Hauptdarsteller fungieren Sami Bouajila, Sofia Lesaffre, Eriq Ebouaney und Samy Seghir. Der Film wurde am 17. April 2020 bei Netflix veröffentlicht.

## Handlung
Um seiner taubstummen Tochter Sarah ein besseres Leben ermöglichen zu können, will Saïd sein Sägewerk verkaufen. Doch Yanis, einer seiner Angestellten, hat für seinen Bruder eine größere Menge Kokain auf dem Gelände versteckt. Diese Drogen gehören einer Verbrecherbande, die von Adama angeführt wird. Als der erfährt, was mit seiner wertvollen Beute geschehen ist, wollen die Gangster die Drogen wieder in ihren Besitz kommen und die Zeugen töten, doch Saïd weiß sich zu wehren.

## Veröffentlichung
Erde und Blut wurde am 17. April 2020 auf Netflix veröffentlicht.

## Kritik
„Hier werden nicht im Schnellverfahren die Gegner einfach umgemäht. Stattdessen werden Schmerzen zelebriert, ohne dabei jedoch zu einem billigen Torture-Porn-Horror werden.“ – film-rezensionen.de
„Simple Geschichte, die zwar in einem nasskalten französischen Wald spielt, aber fast noch besser in einer staubigen Westernstadt hätte stattfinden können.“ – thrillandkill.com